# Килифаревски манастир
Килифаревският манастир „Рождество Богородично“ е манастир във Великотърновската духовна околия на Българска православна църква.

## Местоположение
Днешният манастир е разположен в поречието на река Белица, на 200 метра от републикански път II-55, южно на 500 метра от село Нацовци и 2,5 километра от град Килифарево.

## История
В близост до днешния манастир са открити останките на две трикорабни базилики от Късната античност.
Манастирът е основан през 1348 година от видния български исихаст Теодосий Търновски с подкрепата на цар Иван Александър. Теодосий става игумен на манастира и го нарежда сред най-значимите книжовни средища в България, като го превръща в духовен център на православния исихазъм. Там са написани и преведени богослужебни книги, жития, проповеди и светски хроники. Светата обител става център на книжовна школа, която през 1360 година има над 460 ученици, в която са обучавани бъдещите патриарх Евтимий, киевски и московски митрополит Киприан, известният монах Ромил Видински.
Когато османското нашествие достига Търново, манастирът е укрепен със стени и бойни кули. Лично цар Иван Александър дарява средства за главната кула и за нова църква. При падането на Търново манастирът е разрушен от османските турци.
През 1442 година Килифаревският манастир се споменава отново в изворите, а през 1596 година в него се укривали оцелелите въстаници от Второто търновско въстание. Именно заради това манастирът е опожарен от турците и крепостните му зидове са сринати напълно. Повече на това място манастирът не е възстановяван.
През 1718 година манастирът е издигнат на днешното му място на брега на река Белица, на 400 метра западно под стария манастир. Тогава е построена и изографисана църквата „Рождество Богородично“ с 2 параклиса, посветени на Иван Рилски и Теодосий Търновски. В края на 18 век част от манастира е разрушена по време на кърджалийски набези, но скоро след това е възстановена.
През 1840 година възрожденският майстор Колю Фичето започва изграждането на сегашната църква „Св. Димитър“. Той запазва част от старата олтарна стена и параклисите на св. Теодосий и св. Иван Рилски. Храмът е завършен през 1842 година.
През 1950 година Килифаревският манастир приютява монахиня Иустина – рускиня по произход и е преобразуван в женски.

## Архитектура
Килифаревският девически манастир е действащ и включва църква, жилищни и стопански сгради. През 1840 г. Колю Фичето започва изграждането на 3-та църква в Килифаревския манастир. Като запазва част от старата олтарна стена и параклисите на св. Теодосий и на св. Иван Рилски, тези 3 постройки са обединени под общ покрив, даващ облика на днешната еднокорабна и еднокуполна черква „Св. Димитър“. Храмът е завършен през 1842 година.
Вътрешното му пространство е разчленено във формата на кръст. Куполът е разположен върху 4 каменни колони, които очертават рамената на кръста. Повечето от стенописите се намират в параклисите и датират от 1718 година. Сцените от евангелските събития се намират в горните пояси, докато долният ред е зает от фигури в цял ръст. От двете страни на олтара са изобразени фигурите на архангел Гвраил и Богородица, а в апсидата е представена „Богородица Ширшая небес“ с образа на Младенеца в утробата и. Най-долният пояс е зает от сцената „Поклонението на жертвата“. Стенописите в Килифаревския манастир са характерни за началото на 18 век, като в позите и жестовете на персонажите се чувства известна скованост и диспропорционалност. Запазен до днес е старият позлатен иконостас от 1843 година дело на резбарите Цоню и Симеон Василеви, баща и син от Трявна.
Килифаревският манастир притежава няколко ценни икони, дело на тревненските живописци Йонко Попвитанов и Досьо Коюв, както и известната икона на Иван Рилски с житието му, рисувана от Кръстьо Захариев. Комплексът включва още 2 красиви двуетажни жилищни сгради във възрожденски стил, построени през 1849 година.